# 圣泽诺内-阿尔波
圣泽诺内-阿尔波（義大利語：San Zenone al Po），是意大利帕维亚省的一个市镇。总面积6平方公里，人口604人，人口密度100.7人/平方公里（2009年）。国家统计（ISTAT）代码为018145。